# 东新村街道
东新村街道，是中华人民共和国河北省唐山市路北区下辖的一个乡镇级行政单位。

## 行政区划
东新村街道下辖以下地区：
新立庄社区、东工房第一社区、东工房第二社区、国矿楼社区、启新老工房第一社区、启新老工房第二社区和钢建工房社区。